# Télécom Paris
Télécom Paris (poznat i kao ENST ili Télécom ili École nationale supérieure des télécommunications, također Télécom ParisTech do 2019.) je francuska inženjerska škola.
Smješten u Palaiseauu, također je član Institut Polytechnique de Paris i Institut Mines-Télécom. Godine 2021. bilo je to peto najbolje rangirano francusko sveučilište u Svjetskoj ljestvici sveučilišta, te 6. najbolje malo sveučilište u svijetu. U QS World University Rankings-u, Télécom Paris 64. je najbolje svjetsko sveučilište u svijetu računalnih znanosti.

## Vanjske poveznice
- Télécom Paris